# Provinces unies d'Agra et d'Oudh

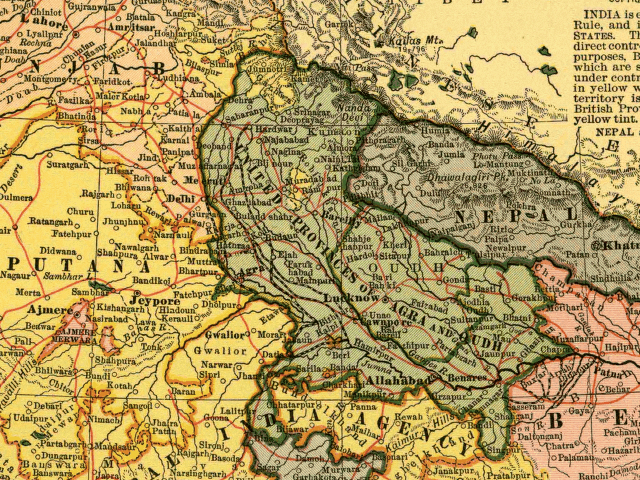
Les provinces unies d'Agra et d'Oudh (figuré vert) sur une carte de 1903.

Les Provinces unies d'Agra et d'Oudh sont une ancienne province de l'Inde sous le Raj britannique, qui a existé de 1902 à 1947 ; le nom officiel a été raccourci par le Government of India Act de 1935 en Provinces unies, nom plus communément utilisé, et sous ce nom elle a été une province de l'Inde indépendante jusqu'en 1950. Cette province correspond approximativement aux États indiens actuels de l'Uttar Pradesh et l'Uttarakhand. De 1856 à 1902, la région existe en deux provinces séparées, la province du Nord-Ouest et la province d'Oudh. Allahabad devient sa capitale entre 1902 et 1920. En 1921, la capitale est transférée à Lucknow.